# Comarostaphylis diversifolia
Comarostaphylis diversifolia là một loài thực vật có hoa trong họ Thạch nam. Loài này được (Parry) Greene mô tả khoa học đầu tiên năm 1887.

## Hình ảnh

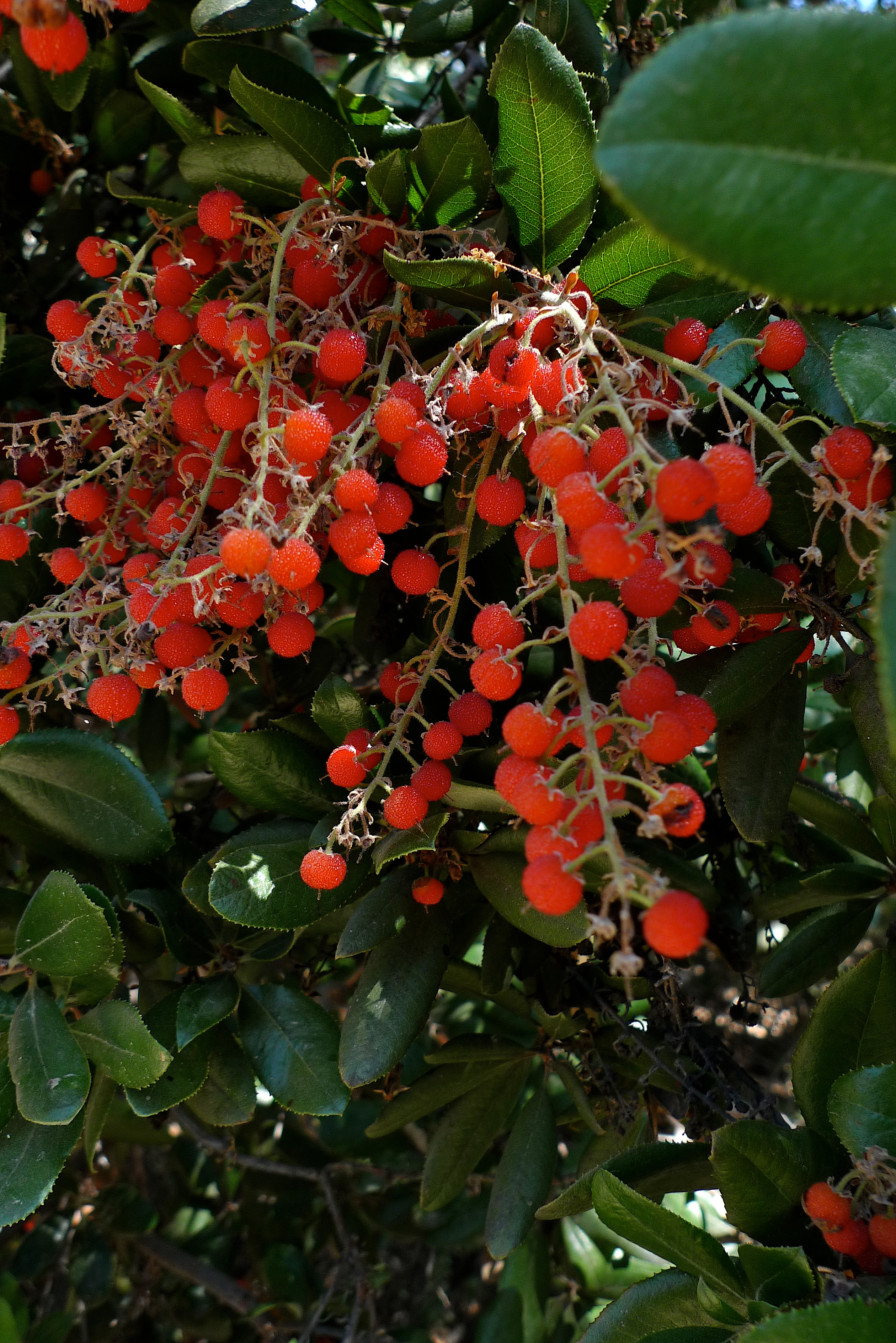